# Bukowe-bakkerne
Bukowe Bakker (polsk: Wzgórza Bukowe) er bakker på Nordeuropæiske Lavland i det vestlige Polen, i zachodniopomorskie voivodskab. 
Den flod Oder i Szczecin (Stettin) byen er på vestig bakkers grænsen. Goleniów-sletten (polsk: Równina Policka) er på øst og Nedre Oderdal på vest og nord. 
Szmaragdowe Søen ligger i Bukowe Bakker i Szczecin.
På Bukowe Bakker er Bukowa Skoven, Szczecins bydele: Klucz og Podjuchy og landsbyer Binowo, Chlebowo (ved Gryfino), Żelisławiec, Kartno (ved Gryfino) og Glinna.         